# 蒂耶
蒂耶（法語：Thyez，法語發音：[tje]）是法国上萨瓦省的一个市镇，位于该省中东部偏北，克吕斯市区西北，属于博讷维尔区。

## 地理
蒂耶（46°5'1"N, 6°32'28"E）面积9.81 平方千米，位于法国奥弗涅-罗讷-阿尔卑斯大区上萨瓦省，该省份为法国东部省份，历史上为薩伏依的一部分，北与瑞士接壤，西接安省，南至萨瓦省，东与瑞士和意大利接壤。
与蒂耶接壤的市镇（或旧市镇、城区）包括：沙蒂永叙克吕斯、克吕斯、马里尼耶、马尔纳、米约西、雄济耶。

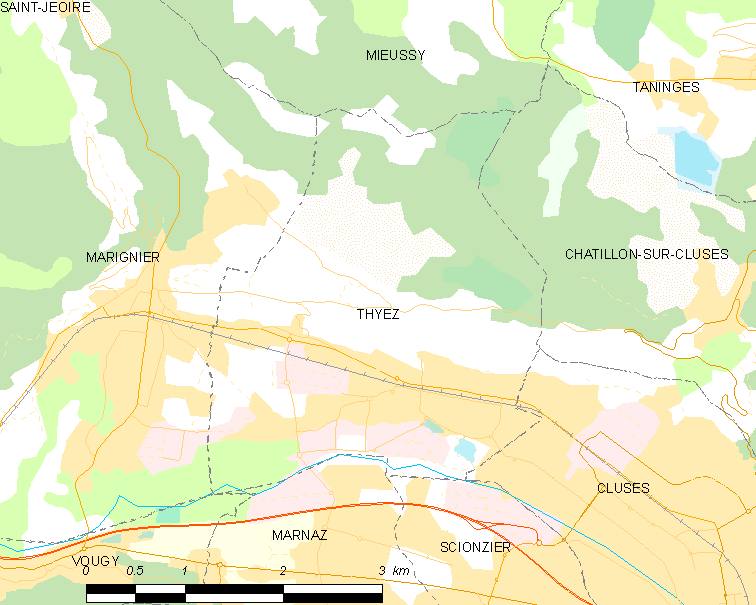
蒂耶的OSM定位图

蒂耶的时区为UTC+01:00、UTC+02:00（夏令时）。

## 行政
蒂耶的邮政编码为74300，INSEE市镇编码为74278。

## 政治
蒂耶所属的省级选区为克吕斯县。

## 人口

1962-2008年间蒂耶人口变化图示

蒂耶于2022年1月1日时的人口数量为6344人。

## 交通
上萨瓦省省道D19线经过蒂耶境内。